# Iglesia de San Miguel (Sacramenia)
La iglesia o ermita de San Miguel es un templo católico en estado de ruina situado en el término municipal español de Sacramenia, perteneciente a la provincia de Segovia, en la comunidad autónoma de Castilla y León.

## Historia y características
Las ruinas del templo están situadas a una altitud de 923 m s. n. m. en una elevación del terreno que domina la localidad de Sacramenia.
Se trata de un edificio de una única planta con un ábside semicircular. Su construcción, de estilo románico popular rural, está fechada hacia los siglos XII o XIII, aunque se ha propuesto tentativamente el siglo X como el momento de fundación de una iglesia anterior en el mismo emplazamiento. Durante la Edad Moderna se acometieron reformas en el edificio entre los siglos xvi y xviii.
Las columnas conservadas de la iglesia presentan capiteles tanto historiados como con ornamentación vegetal.
La iglesia fue declarada monumento histórico-artístico —antecedente de la figura de bien de interés cultural— por Real Decreto de 16 de febrero de 1983.